# Torrecilla de la Abadesa
Torrecilla de la Abadesa – gmina w Hiszpanii, w prowincji Valladolid, w Kastylii i León, o powierzchni 27,34 km². W 2011 roku gmina liczyła 313 mieszkańców.